# العلاقات اليونانية المولدوفية
العلاقات اليونانية المولدوفية هي العلاقات الثنائية التي تجمع بين اليونان ومولدوفا.

## مقارنة بين البلدين
هذه مقارنة عامة ومرجعية للدولتين:
| وجه المقارنة                                              | اليونان                                                                             | مولدوفا                           |
| --------------------------------------------------------- | ----------------------------------------------------------------------------------- | --------------------------------- |
| المساحة (كم2)                                             | 131.96 ألف                                                                          | 33.85 ألف                         |
| عدد السكان (نسمة)                                         | 10.76 مليون                                                                         | 2.55 مليون                        |
| الكثافة السكانية (ن./كم²)                                 | 81.54                                                                               | 75.33                             |
| العاصمة                                                   | أثينا، نافبليو                                                                      | كيشيناو                           |
| اللغة الرسمية                                             | لغة يونانية، اليونانية الديموطيقية ‏                                                 | اللغة المولدوفية، اللغة الرومانية |
| العملة                                                    | يورو، دراخما، فينيكس يوناني ‏                                                        | ليو مولدوفي                       |
| الناتج المحلي الإجمالي (بليون دولار)                      | 200.29 مليار                                                                        | 8.13 مليار                        |
| الناتج المحلي الإجمالي (تعادل القوة الشرائية) بليون دولار | 285.45 مليار                                                                        | 17.94 مليار                       |
| الناتج المحلي الإجمالي الاسمي للفرد دولار أمريكي          | 18.00 ألف                                                                           | 3.65 ألف                          |
| الناتج المحلي الإجمالي للفرد دولار أمريكي                 | 26.85 ألف                                                                           | 4.98 ألف                          |
| مؤشر التنمية البشرية                                      | 0.865                                                                               | 0.693                             |
| رمز المكالمات الدولي                                      | +30                                                                                 | +373                              |
| رمز الإنترنت                                              | .gr                                                                                 | .md                               |
| المنطقة الزمنية                                           | توقيت شرق أوروبا، ت ع م+02:00، ت ع م+03:00، توقيت شرق أوروبا الصيفي ‏، أوروبا/أثينا ‏ | ت ع م+02:00، ت ع م+03:00          |

## مدن متوأمة
في ما يلي قائمة باتفاقيات التوأمة بين مدن يونانية ومولدوفية:
- ترتبط باتراس مع كيشيناو باتفاقية توأمة منذ 1 سبتمبر 2001.[15][15][15][15]
- ترتبط لاريسا مع بالتسي باتفاقية توأمة.

## منظمات دولية مشتركة
يشترك البلدان في عضوية مجموعة من المنظمات الدولية، منها:
| علم المنظمة | اسم المنظمة                               | تاريخ انضمام اليونان | تاريخ انضمام مولدوفا |
| ----------- | ----------------------------------------- | -------------------- | -------------------- |
|             | وكالة ضمان الاستثمار متعدد الأطراف        | 30 أغسطس 1993        | 9 يونيو 1993         |
|             | الأمم المتحدة                             | 25 أكتوبر 1945       | 2 مارس 1992          |
|             | الفريق المعني برصد الأرض                  | ?                    | ?                    |
|             | منظمة حظر الأسلحة الكيميائية              | ?                    | ?                    |
|             | منظمة التجارة العالمية                    | 1995                 | ?                    |
|             | منظمة الشرطة الجنائية الدولية             | ?                    | ?                    |
|             | منظمة الأمن والتعاون في أوروبا            | 25 يونيو 1973        | 30 يناير 1992        |
|             | مؤسسة التنمية الدولية                     | 9 يناير 1962         | 14 يونيو 1994        |
|             | يونسكو                                    | 4 نوفمبر 1946        | 27 مايو 1992         |
|             | مجلس أوروبا                               | 9 أغسطس 1949         | ?                    |
|             | الاتحاد البريدي العالمي                   | ?                    | ?                    |
|             | البنك الدولي للإنشاء والتعمير             | 27 ديسمبر 1945       | 12 أغسطس 1992        |
|             | منظمة التعاون الاقتصادي للبحر الأسود      | ?                    | ?                    |
|             | الاتحاد الدولي للاتصالات                  | 1866                 | 20 أكتوبر 1992       |
|             | مؤسسة التمويل الدولية                     | 26 سبتمبر 1957       | 10 مارس 1995         |
|             | المنظمة الأوروبية لسلامة الملاحة الجوية   | 1988                 | 2000                 |
|             | المركز الدولي لتسوية المنازعات الاستشارية | 21 مايو 1969         | 4 يونيو 2011         |

## وصلات خارجية
- موقع وزارة الخارجية اليونانية
- موقع وزارة الخارجية المولدوفية